# Talisa Torretti
Talisa Torretti (Fabriano, 25 gennaio 2003) è una ginnasta italiana.

## Carriera

### Junior
Allenata da Julieta Cantaluppi, entra a far parte della Nazionale di ginnastica ritmica dell'Italia a partire dal 2017. Nello stesso anno partecipa agli Europei di Budapest vincendo un argento con la squadra junior alle 10 clavette. 
Nel 2018 partecipa alla Sofia Cup di Sofia, dove arriva settima al nastro e ottava col team. Prende parte al Luxembourg Trophy, arrivando sesta al cerchio e prima al nastro. Partecipa agli Europei di Guadalajara vincendo un bronzo al nastro. Prende parte alla Crystal Cup di Minsk, arrivando terza nell'all-around dietro a Anastasiia Sergeeva e Yana Striga, quarta al cerchio e alla palla e terza alle clavette e al nastro. Partecipa anche alla Gracia Fair Cup di Budapest, arrivando terza nell'all-around dietro a Olga Karaseva e Mariia Markevich. Nello stesso anno ha partecipato ai III Giochi Olimpici Giovanili Estivi, concludendo con una medaglia di bronzo nel concorso individuale e un oro nella gara a squadre miste.

### Senior
Nel 2019 partecipa al Torneo Internazionale di Corbeil-Essonnes arriva settima nell'all-around, prima alle clavette e sesta al nastro. Al Campionato Assoluto arriva quinta dietro ad Alexandra Agiurgiuculese, Milena Baldassarri, Alessia Russo e Nina Corradini. Alla Levski Cup in Bulgaria vince l'oro all'all-around, al cerchio e al nastro. Alla Gdynia Rhythmic Stars in Polonia arriva seconda davanti a Nina Corradini.

## Palmarès

### Giochi Olimpici Giovanili Estivi
| Anno | Città        | Risultato | Specialità  |
| ---- | ------------ | --------- | ----------- |
| 2018 | Buenos Aires | Bronzo    | All-Around  |
| 2018 | Buenos Aires | Oro       | Sport misti |

### Campionati europei juniores
| Anno | Città       | Risultato | Specialità  |
| ---- | ----------- | --------- | ----------- |
| 2017 | Budapest    | Argento   | 10 clavette |
| 2018 | Guadalajara | Bronzo    | Nastro      |